# Еврейска махала (Скопие)
Еврейската махала (на македонска литературна норма: Еврејско маало), понякога наричан Чифутски квартал или Чифутана (на македонска литературна норма: Чивутана), е махала на столицата на Северна Македония Скопие, разположена в подножието на Скопското кале на брега на река Вардар като продължение на Пайко махала. До края на XIX век кварталът е една от най-бедните и консервативни части на Скопие. В началото на XX век, със забогатяването на неговите жители, започват да се появяват по-големи и по-хубави къщи с европейски архитектурни елементи и стилове. Такъв пример е Народният театър, чието изграждане трае от 1921 до 1927 година, както и сградата на скопската община, срутила се при земетресението от 1963 година.
Кварталът губи еврейската си идентичност с депортирането на жителите му в концентрационния лагер Треблинка през март 1943 г. След земетресението кварталът е разрушен, а на негово място са направени улици и автогара, на чието място днес има музей, посветен на Холокоста.

## История
Европейските пътеписци споменават евреи в Скопие още през Средновековието и ги приемат за най-старите жители на града от извънбалканските преселници.
Турците го наричат Яхуди-хане. Еврейският квартал не винаги е бил на това място. Не може да се каже със сигурност къде са били синагогите и защитната стена, които се споменават през 1689 г. След пожарите, наводненията, земетресенията и войните кварталът и неговите части сменят местоположението си.
Кварталът е изпразнен на 11 март 1942 г., когато българските власти преместват евреите в тютюневия монопол, които след това с немски влакове са закарани в концентрационния лагер Треблинка, а техните имоти са конфискувани.
След Скопското земетресение кварталът е разрушен, а днес на негово място се намира Мемориален център на Холокоста на евреите от Македония.

## Галерия
- Поглед към Еврейския квартал в Скопие
- Улица „81“ в Еврейския квартал в Скопие
- Разрушена къща след Скопското земетресение